# Ziran
Ziran (Chinesisch: 自然; Pinyin: zìrán, Wade-Giles: Tzu-yen, Koreanisch: 자연, Japanisch: 自然 (じ ね ん · し ぜ ん, jinen shizen)) ist ein Schlüsselbegriff des Daoismus, der wörtlich „Selbst-so; so-aus-sich-heraus; von-selbst-so“ bedeutet, bzw. in anderen Zusammenhängen „natürlich; spontan; selbstverständlich; freiwillig; sicherlich; zweifellos“ als Ausdruck einer dynamischen Selbstorganisation. Das chinesische Wort ist eine Zwei-Zeichen-Verbindung zi (自) „Nase; Selbst; von; seit; aufgrund“ und ran (然) „richtig; korrekt; so; ja“, welches Letztere als Suffix benutzt wird um Adjektive oder Adverbien zu bezeichnen (ähnlich wie das englische „-ly“). In der chinesischen Kultur ist die Nase eine verbreitete Metapher für die subjektive Ansicht einer Person.

## Herkunft
Das Wort Ziran kommt im Daodejing vor (Kapitel 17, 23, 25, 51) und bezieht sich auf die Struktur des Dao, die nicht wieder durch etwas anderes bezeichnet werden kann. Ziran ist ein zentraler Begriff des Daoismus, der eng mit der Praxis der Wuwei, „mühelose Aktion“ oder „absichtsloses Handeln“ verknüpft ist. Ziran kann der positiven Seite des Dao zugeordnet werden im Gegensatz zu Wuwei als der negativen Seite des Dao zugehörig. Ziran bezieht sich auf einen Zustand von Einfachheit, „Wie-es-ist-heit“ („So-seiend-heit“), die wichtigste Qualität, die es für Anhänger vom Daoismus zu erreichen gilt. Um dem Zustand von Ziran näher zu kommen, muss man sich von unnatürlichen Einflüssen separieren und zu einem völlig natürlichen, spontanen Zustand zurückkehren.

## Interpretationen
Ziran wurde, seiner – aufgrund des ihm inhärenten Semreichtums – jeder definitorischen Eruierung widerstrebenden Bedeutungsstruktur entsprechend, im Laufe der Zeit unter vielen verschiedenen Gesichtspunkten zu interpretieren versucht. Am häufigsten wurde es als ein Muster ausgelegt, dem (gemäß Kapitel 25 des Daodejing) das Dao folgt, daraufhin dem Dao der Himmel, diesem die Erde und schließlich der Mensch. Im Kapitel 51 des Daodejing wird aus der Anerkennung einer natürlichen Entwicklung auf die Zurückhaltung bei der willentlichen Gestaltung, Lenkung und Entwicklung von künstlichen Erzeugnissen hingewiesen.
Wangs moderne Übersetzung eliminiert bzw. unterschlägt den – vom Autor des Daodejing möglicherweise bewusst in Kauf genommenen – logischen Bruch, der in der Kollision des letztlich arbiträren „Sich-nach-etwas-(außerhalb seiner selbst)-Richtens“ mit dem naturgemäßeren „Nach-sich-selbst-Richten“ begründet liegt. Wagner hat darauf hingewiesen, dass gerade die offenkundige Darstellung dieses Bruchs in Kapitel 25 des Daodejing „die Aufhebung jeglicher Hierarchie, Kausalität und Sukzession (…) in der Identität“ den wesentlichen Punkt im Ziran-Konzept charakterisiere. Dies könne als Ausprägung mystischer Strukturmuster verstanden werden: Es finde sich in der Darstellung der Abhängigkeiten in Daodejing 25 sowohl „ein Analogon zum ’Mystischen Stufenweg’, dem sukzessiven Übergang in die Absolutsphäre, [als auch] im abrupten Abbrechen (…) ebenjener Sukzession (…) eine Vergegenwärtigung [von] Transkategorialität“.

## Existieren durch Ziran
Wing-Chuek Chan bietet eine weitere Übersetzung von Ziran: „Es ist so von sich aus, aus seiner eigenen Eigenschaft.“ Darin liegt ein Hinweis auf eine andere daoistische Annahme, nämlich dass die unzähligen Dinge aufgrund der ihnen eigenen Qualitäten existieren und nicht etwa, weil sie geschaffen wären, um einen Zweck zu erfüllen. Das einzige, was ein Ding oder Lebewesen sein muss, um in Übereinstimmung mit Ziran zu existieren, ist völlig natürlich, unaffiziert von künstlichen Einflüssen.

## Weitere Informationen
Ziran und Tianran sind verwandte Konzepte. Tianran 天然 als „natürlich“ bzw. „von Natur“ bezieht sich auf eine Sache, die durch den Himmel geschaffen ist und die letztlich unberührt von menschlichen Einflüssen ist, und kennzeichnet somit eine Sache, die auch durch Ziran gekennzeichnet ist. Die beiden Begriffe werden manchmal synonym verwendet. Man könnte sagen, eine Person, die Ziran erreicht, nähert sich dem Zustand von Tianran an. Ziran wurde auch buddhistisch als „nicht-substantiell“ oder „ohne Selbstnatur“, also als Synonym der Leerheit interpretiert.